# Delicious
Delicious原名del.icio.us，是免費的社群性網絡服務，用於交流網頁書籤网摘。它在2003年底上線，由约舒亚·沙科特開發。
Delicious不同於我的最愛或其他書籤網站，主要用於和別人分享和交流書籤，使用者亦可以在Delicious儲存或管理私人書籤（但需記得勾選"do not share"）。
Delicious的圖示由四個不同色而同大小的正方形拼成一個較大的正方形，左上角為白色，右上角藍色，左下角黑色，右下角透明。
Delicious已于2005年12月9日被雅虎所收购，但仍然會獨立運作。在2008年中，網站推出2.0版本。新網站運行在新平台中，提高了頁面的載入速度。亦使用了全新的搜尋引擎，令使用者更易找到所需。主域名亦會改為Delicious.com。
2010年12月，Yahoo!宣佈準備關閉Delicious。
2011年4月27日，雅虎宣布YouTube联合创始人查德·賀利和陳士駿对Delicious进行收购，Delicious将并入到由他们创建的AVOS Systems。
2012年3月31日，Delicious宣布正式进入中国，确定中文名为美味书签，启动域名http://mei.fm/，目前网站正在公测阶段。但在2014年美味书签宣布将在2月15日后关闭网站，用户可以登录网站导出书签文件。
2014年5月，AVOS Systems将Delicious出售给Science Inc.
2017年6月1日，Pinboard收购了Delicious。6月15日，Delicious服务被关闭，Delicious處於只读狀態，原用戶被推薦使用Pinboard的付费订阅服务。
2020年7月15日，del.icio.us的所有权轉移至Maciej Ceglowski。Maciej Ceglowski计划恢复Delicious网站并允许用戶导入數據。

## 包含技術
- 分众分类法
- 單純的HTML介面
- 表现层状态转换 应用程序接口
- RSS

## 外部連結
- Delicious.com*
- de.lirio.us：開放源碼的del.icio.us模仿者